# 瓦格納集團兵變
2023年6月23日，俄羅斯私人军事服务公司瓦格納集團首腦叶夫根尼·普里戈任声称俄羅斯國防部對集團後方營地發動導彈襲擊，随后普里戈任針對俄羅斯军方高层發動兵變。此爲2022年俄羅斯入侵烏克蘭以來，瓦格納集團同俄國國防部之間矛盾日益惡化的結果。普里戈任指責俄軍在俄羅斯國防部長謝爾蓋·紹伊古領導下於戰場上屢戰屢敗及傷亡慘重，指責俄羅斯軍方對瓦格納集團發動導彈襲擊，并强調俄國國防部對俄羅斯的威脅及其他嚴重指控；同時駁斥了俄羅斯入侵烏克蘭的理由，表示烏克蘭和北約沒有計劃在2022年襲擊頓巴斯和克里米亞。
普里戈任基於上述指控，敦促俄羅斯聯邦安全局應以刑事立案起訴紹伊古，其後在6月24日宣佈「必须制止该国军事领导层所展现的邪恶举动」，要进行「正义的进军」，將部隊從烏克蘭撤回俄羅斯頓河畔羅斯托夫，聲言「如果有人擋住我們的路，我們將摧毀一切」。瓦格納集團同當地俄國武裝部隊交火，占領了沃羅涅日市及頓河畔羅斯托夫所有軍事設施。俄國國防部則否認普里戈任的指控；聯邦安全局於同日以“煽動叛亂罪”對普里戈任展開刑事調查並提出刑事指控，计划对其进行逮捕。俄國國防部调遣部队进驻首都莫斯科加强警戒。
同日，白俄罗斯总统卢卡申科居中调停，最后宣布与普里戈任达成共识“停止瓦格纳武装人员在俄罗斯领土上的行动，并采取进一步措施，缓解紧张局势”，据悉瓦格纳雇佣军已调转队伍，按计划返回野战军营。
2023年8月23日，瓦格纳集团兵变整整两个月后，普里戈任与乌特金等高層所使用的座機在俄罗斯特维尔州库任基诺坠毁，機上10人全部死亡。

## 背景

### 瓦格納集團
叶夫根尼·普里戈任於2014年創立私人軍事服務公司瓦格納集團，被認爲是俄羅斯總統弗拉基米爾·普京的心腹。尽管严格来说，根据俄罗斯法律，私营军事公司是非法的，但瓦格纳却被允许不受俄罗斯政府的阻碍运营。2022年俄羅斯入侵烏克蘭期間，普里戈任及其瓦格納集團的影響力急劇上升。根據西方情報機構的估計，瓦格納集團的戰鬥人數從2017年至2018年的「數千名」增加到了2023年1月的五万名戰鬥人員。
據新聞網站Meduza，在俄羅斯入侵烏克蘭前夕，普里戈任便與俄羅斯領導層關係緊張，同俄羅斯國防部和俄羅斯總統辦公廳發生衝突。普里戈任批評紹伊古在敘利亞的行動，稱俄軍在敘利亞的行動方式「過時」，尤其是2018年2月在敘利亞發生的哈沙姆之戰，普里戈任認為俄羅斯國防部長紹伊古離棄在敘利亞支援巴沙爾政權的瓦格納武裝，導致當地俄羅斯僱傭兵遭到美軍猛烈炸射，傷亡慘重。與之相對，國防部長紹伊古亦不滿普里戈任公司為俄軍提供食物。因俄羅斯在戰爭開始階段意圖迅速使烏克蘭投降的軍事行動落敗，瓦格納集團影響力逐漸上升。

### 普里戈任与军方的矛盾

#### 削弱普里戈任影响力的计划
据美国情报官员透露，早在俄罗斯宣布全面入侵乌克兰之前，叶夫根尼·普里戈任就与俄罗斯国防部存在经年累月的矛盾，这种矛盾关系直到俄乌战争期间才渐渐被公众所了解。在入侵行动的最后阶段中，俄罗斯陆军遭受严重的兵力损失，需要动员预备役军人补充兵力，但被普京拒绝。于是俄罗斯当局积极寻求雇佣兵加入入侵行动，让普里戈任与瓦格纳集团的权力得到加强，普里戈任因此获得了官方提供的大量武器装备，包括大量的航空设备。除此之外，从2022年的夏季开始，官方批准普里戈任从俄罗斯的监狱招募犯人加入瓦格纳集团，以赦免作为与对方交换的条件。西方的情报部门估计瓦格纳集团在此期间吸收了大量雇佣兵，总体兵力从2017年至2018年间的“数千人”，增加到了2022年12月的约五万人，其中以服刑中的犯人居多。
虽然当局为瓦格纳提供了大量资源，瓦格纳还是没有合法的权力，既不能担任或被任命官职，也不能参加选举，意味着他手中没有实权。尽管如此，普里戈任还是得到国际社会认可，从而放弃了以前深居简出的个人生活。普里戈任穿着军装在前线报道状况的同时，瓦格纳集团也被外界逐渐视为普里戈任的私人军队，是超越俄罗斯法律及军事制度的存在。也正因为如此，国防部与总参谋部对普里戈任和瓦格纳的不满情绪与日俱增，不断计划打压普里戈任逐渐扩大的影响力。到2023年2月初，普里戈任宣布瓦格纳不再吸收囚犯，这在英国国防部看来是被俄罗斯当局叫停，而这种做法会直接削弱瓦格纳的战斗能力。
和外界的看法不同，普里戈任自称对抗军事建制派的民粹主义者，不停指控在位的军方高层毫无保护国家利益的作为。2022年10月1日，也就是乌克兰在哈尔科夫展开反攻行动期间，普里戈任直言不讳地批评俄军的司令：“应该叫这些王八蛋只拿一把冲锋枪、光着脚上前线。”正因为自己的影响力不断扩大，普里戈任才有底气充当批评军事将领的少数派。普里戈任直接批评国防部，说国防部的官员是酒囊饭袋。他也批评俄罗斯的其他精英，包括议会议员和寡头，其中他指责寡头在战争期间“偷走了一切原本属于人民的东西”。在一份声明中，普里戈任批评俄罗斯精英和他们的家庭享受着骄奢淫逸、无忧无虑的生活，对在战争中死去的普通人视而不见。他认为当下俄罗斯社会“已经分裂”，情况和1917年俄国革命的时候差不多。他又发出警告，称“士兵和他们挚爱的人”有可能针对这种不公义的现象发动起义。美国智库战争研究所认为普里戈任的这番言论增强了他在极端民族主义情绪浓厚的俄罗斯军事博客圈中的影响力。

#### 巴赫穆特战争期间的剑拔弩张

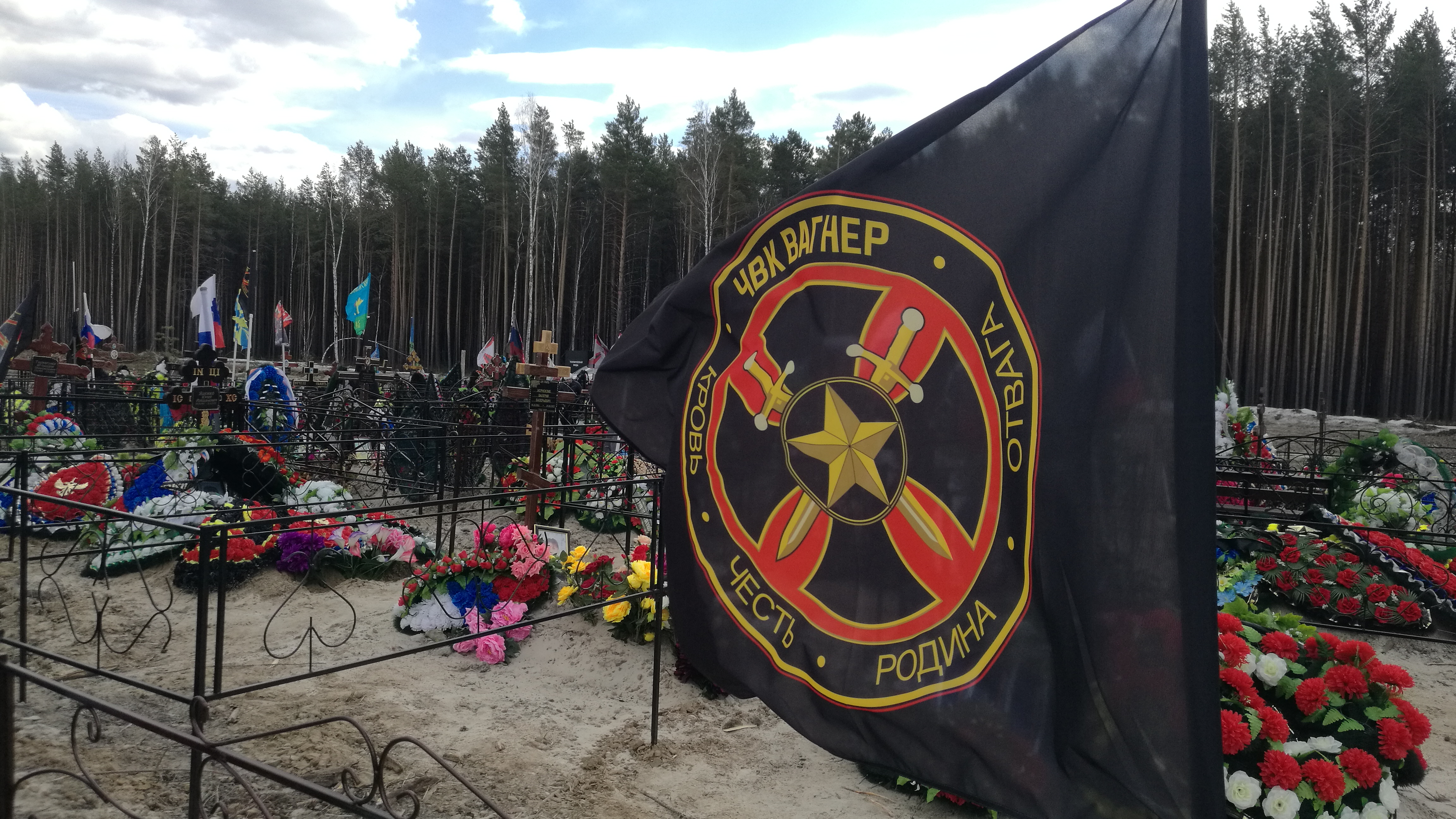
位于俄罗斯秋明的瓦格纳阵亡士兵公墓。普里戈任认为国防部管理不善，让上千名瓦格纳士兵死在巴赫穆特

在形势紧张的巴赫穆特战役期间，瓦格纳与国防部的矛盾达到了空前的水平。普里戈任经常对克里姆林宫未能提供充足弹药表示不满，扬言会从前线撤军，除非自己的诉求得到满足。他点名批评国防部长谢尔盖·绍伊古和总参谋长瓦列里·格拉西莫夫，认为两人应该为数千名死去的瓦格纳士兵负责。据美国估计，2022年12月至2023年6月期间，俄军共有2万名士兵在乌克兰阵亡，其中过半是在巴赫穆特阵亡的瓦格纳士兵。
2023年5月底俄罗斯宣告巴赫穆特战役胜利后，瓦格纳集团从巴赫穆特撤军，为正规军让路。据传移交期间，瓦格纳与军方之间的内部矛盾依然存在。6月3日和5日，普里戈任两次表示正规军反过来袭击正在撤退的瓦格纳部队，认为俄军在瓦格纳撤退的路线上埋设地雷。至6月5日，普里戈任在社交媒体发布一段视频，透露已被逮捕俄军第72旅中校罗曼·韦内维廷（Roman Venevitin）承认在喝醉酒的情况下，命令部下朝瓦格纳部队开火。
2023年5月27日，曾任頓涅茨克人民共和國国防部长的伊戈尔·基尔金指控普里戈任涉嫌组织瓦格纳军队反动兵变，其公开批评俄军将军的行为严重蔑视了《2022年第32-FZ號聯邦法律》，认为他的军队已经处在叛变状态。普里戈任否认有关指控，称瓦格纳集团没有足够大的兵力来发动政变。
在巴赫穆特战役的高潮阶段，也就是瓦格纳发挥关键作用的时候，瓦格纳开始逐渐脱离当权派的控制。2023年6月6日，普里戈任公开声称有大人物不断破坏他与军方合作经营、收益颇丰的餐饮公司。过去十多年来，这些餐饮合同为他带来了大量财富及影响力。与此同时，普里戈任的人气不断攀升，其中又以民族主义者群体的支持度最高。在列瓦达中心当年5月发起的一项民意调查中，普里戈任首次列入民众最信赖的十位政治人物的榜单。

#### 兼并瓦格纳的企图
2023年6月中旬，国防部下令瓦格纳须在2023年7月1日前与军方签订合约，兼并成为军方常规指挥架构下的下属单位，从而削弱普里戈任的影响力。然而普里戈任始终拒绝签订合约，并指责绍伊古无能。Meduza认为该举措会削弱普里戈任对瓦格纳掌控，危及瓦格纳在非洲的盈利业务。加强批判国防部的同时，普里戈任积极尝试规避从属命令，但没有成功。普里戈任甚至主张处决绍伊古，暗示民众可能会对无能官员发动起义。普里戈任认为一旦发动兵变，普京最终会站到他这边。

#### 兵变的计划
早在瓦格纳正式发动兵变前，美国情报部门就注意到瓦格纳在俄罗斯边境附近集结兵力，并囤积大量装备资源，准备兵变行动。尽管他们已经掌握到兵变行动将在何地举行、采用何种方式，具体时间则不得而知。据知情人士透露，情报部门是通过拦截通讯及分析卫星图像的方式了解到计划。兵变行动前的几个礼拜，美国情报部门便预测到瓦格纳会有大规模兵变行动。在2023年6月21日前，他们已经掌握到兵变即将发生的确凿证据。自俄罗斯国防部决定兼并瓦格纳以来，普里戈任就已经启动兵变计划。外国情报部门的发现证明了兵变早就已经计划好，这与普里戈任称兵变是在6月23日才决定的说法相反。
兵变行动结束后，一位不具名的美国官员向《纽约时报》透露，被视为普里戈任亲信的俄罗斯空军上将谢尔盖·苏罗维金其实早已知道普里戈任计划叛变，据推测俄罗斯的其他几位将军可能也支持瓦格纳起义。这位美国官员认为，除非得到了俄罗斯当局内部官员的支持，否则普里戈任不可能反动兵变。另据接触《华尔街日报》的西方官员透露，计划中的兵变日期其实比6月23日还要晚，只不过计划被俄罗斯联邦安全局发现了，普里戈任不得已提前进行，这也是兵变失败的一大原因。按照原定的A计划，普里戈任计划在绍伊古与格拉西莫夫一同视察俄罗斯南部的俄乌边境的时候，一举将两人俘获。在西方官员看来，如果这种计划不被提前发现，成功几率会非常高。官员认为普里戈任计划兵变的时候，始终相信正规军会向叛军倒戈。官员认为普里戈任提前向部分军方高层透露计划。俄罗斯国家近卫军总司令维克托·佐洛托夫声称当局早已了解到兵变计划，认为行动会在6月22日至25日间执行。据接触Meduza的匿名人士透露，安全部队可能没有胆量告诉普京普里戈任要搞事情，因为“如果他们跟普京说这个问题，普京就要他们做决定，而这个决定相当难做”。据该名人士表示，普里戈任没能让瓦格纳逃避加入正规军的命运后，“一种不祥的预感在空气中蔓延，有些事情要发生了”。其后克宫官员“在会议上讨论了这个问题，得出的结论是（普里戈任）是非常大胆的机会主义者，对规则不屑一顾”。尽管如此，对于武装叛乱发生的风险，官员一致认为是零。因此，官员们一直认为普里戈任宣布起义是虚张声势，直到瓦格纳大军占领了顿河畔罗斯托夫，才意识到局势严峻。而在瓦格纳内部，许多士兵事先并不知道要兵变，从而在兵变的时候对普里戈任的号召感到困惑，不知道他们应该站哪一派。复员的瓦格纳士兵则被要求原地待命，等待普里戈任发命令。与瓦格纳没有交集的莫斯科人士接到瓦格纳集团带来的电话，要求他们加入支持兵变的集会，罗斯托夫的居民也接到类似的电话。

## 兵变進程

### 瓦格納起事
2023年6月23日，普里戈任在瓦格纳集团的Telegram频道上发表视频声明，称军团一个营地遭到导弹袭击。据事实查核平台啤令貓记者阿里克·托勒（Arik Toler）调查，疑似被导弹袭击的地点与战地记者亚历山大·西蒙诺夫（Alexander Simonov）先前拍摄的军事营地相吻合。普里戈任在该视频中批评了俄罗斯政府为俄罗斯入侵乌克兰提供的理由，他表示俄罗斯发动乌克兰战争的目的是让俄罗斯精英受益。当天晚上，普里戈任再通过军团的Telegram频道，宣布正式向俄罗斯国防部发动军事行动，并号召有意者加入。普里戈任指控俄罗斯国防部长谢尔盖·绍伊古用火炮和直升机摧毁瓦格纳军团，其本人则“像个懦夫一样在晚上九点逃出顿河畔罗斯托夫”；他也表示，俄羅斯國防部襲擊該集團的後方基地。国防部批驳有關說法，指並無袭击瓦格纳后方军营，稱普里戈任的言論是「挑釁」；俄罗斯总检察长办公室則宣布依照《俄罗斯刑法典》第279条，对普里戈任“涉嫌武装叛乱”展开刑事调查，普里戈任有可能面临12年至20年监禁。俄罗斯将军谢尔盖·苏罗维金和弗拉基米尔·阿列克谢耶夫向瓦格纳军团战士喊话，敦促停止行动。
瓦格纳集团兵变的消息传出后，由俄罗斯官方控制的第一频道进入“紧急新闻转播”状态，主播葉卡捷琳娜·安德烈耶娃称普里戈任指控国防部袭击瓦格纳营地的说法子虚乌有，而普京总统一直关注着当前事态发展。俄羅斯國防部也表示並未襲擊瓦格納集團的基地，普里戈任的言論是「挑釁」。而根据俄罗斯媒体Meduza的分析，瓦格纳集团营地被袭击的视频极有可能是伪造的，理由有五：一是视频拍摄者没有按常理那样跑离爆炸地点，反而跑了进去；二是拍摄者当场就认为事件是俄罗斯空军空袭；三是现场没有爆炸通常会形成的弹坑，周围也没有泥土覆盖；四是覆盖在防空洞上面的树叶完好无损，附近的土坑中只有两团火，看不到弹坑，也没有炮弹碎片和火炮弹药容器；五是视频没有所谓“大量人员死亡”的迹象，只有一具身份不明的尸体及几段残肢。
针对普里戈任要向国防部发动军事行动的声明，俄罗斯军队与国家近卫军紧急向首都莫斯科及顿河畔罗斯托夫调派装甲车，其中顿河畔罗斯托夫靠近乌克兰战争前线，瓦格纳集团曾在此作战；按照计划，瓦格纳集团正往当地进军。23日至24日夜间，普里戈任发布录音，称瓦格纳集团正进入顿河畔罗斯托夫，呼吁国防部军队不要攻击。在当晚的另一段录音中，普里戈任称俄罗斯联邦武装力量总参谋部的负责人下令俄罗斯空军向在民用车辆中移动的瓦格纳纵队开火，完全漠视无辜群众生命，“如同过去一年半来，他们一直在杀自己人，而不是敌人。”另一方面，普里戈任也感谢部分拒绝执行任务的飞行员。
普京的新闻发言人德米特里·佩斯科夫称当前局势是“密谋叛乱”，俄罗斯军方部门正不分昼夜地向普京汇报最近发生的事件。并在普里戈任声明发出后，俄罗斯联邦通信、信息技术和大众传媒监督局随即施行新聞管制，屏蔽了Google新闻。

#### 羅斯托夫戰鬥
普里戈任再发语音，称瓦格纳集团击落了一架向他们部队开火的军用直升机，但是没有视频证据。而根据其他未被证实的画面，瓦格纳集团与俄罗斯正规军在顿河畔罗斯托夫爆发冲突。罗斯托夫州州长瓦西里·戈卢别夫要求居民留在家中不要出门，但是未有说明街上穿着军装的人是什么身份。而冲突情报小组创办人鲁斯兰·列维耶夫分析了外传的罗斯托夫市中心视频，认为视频中的军人来自俄罗斯国防部，而当地行政大楼附近出现了俄罗斯联邦宪兵的车辆。据俄罗斯官媒消息，瓦格纳军团已经占领了罗斯托夫的南部军区大楼。普里戈任表示自己做好了为俄罗斯人民牺牲的准备。

#### 沃羅涅日戰鬥
除了罗斯托夫，位于罗斯托夫与莫斯科之间的沃罗涅日也出现了激烈的战斗，瓦格纳军团士兵与俄罗斯军队在当地交战。报道指瓦格纳军团已经控制了当地所有军用设施。瓦格纳于6月24日发布视频称，沃羅涅日州布加耶夫卡過境點有180名俄軍向瓦格納集團投降。沃罗涅日有油库爆炸起火，有指是俄軍蓄意炸毀，防止瓦格納部隊取得燃料補給。瓦格納部隊在沃羅涅日附近部署铠甲-S1导弹。
当天，俄罗斯当局指控普里戈任涉嫌“组织武装叛亂”，理由是普里戈任扬言要袭击俄罗斯军队，以回应俄军对瓦格纳集团的袭击。俄罗斯安全部门指控普里戈任承诺对俄军进行“正义的进军”是发动政变。随后普里戈任发布视频信息，称瓦格纳军队已经离开乌克兰，向罗斯托夫进军，俄军高级将领则敦促瓦格纳军队后撤。

### 普京疑似逃离莫斯科
2023年6月24日中午，包括普京的伊尔96-300PU专机(RA-96021；RA-96022)在内的多架俄罗斯政府专机被发现从莫斯科飞往圣彼得堡。其中RA-96022号还在起飞后不久关闭了ADS-B信号发射。而普京在24日早晨发表指责瓦格纳反叛是“背后捅刀”的讲话后当天再没有公开露面，引发了大量关于他在瓦格纳向莫斯科进军过程中逃跑的猜测。
上述政府专机于瓦格纳宣布停止向莫斯科进军后于周六晚至周日陆续返回莫斯科。

### 莫斯科进军

瓦格納集團獨有的載具符號，一個Z字軍事符號的變體。

2023年6月24日早上，莫斯科市长谢尔盖·索比亚宁、莫斯科州州长安德烈·沃罗比约夫宣布当地进入反恐状态。莫斯科、沃罗涅日州、利佩茨克州、罗斯托夫州取消原定举行的群众性活动，莫斯科並宣布停班一日以「最大限度地降低風險」。俄罗斯国家反恐委员会同樣宣布在莫斯科市、莫斯科州和沃罗涅日州实行反恐行动制度。防暴警察及国家近卫军进驻了圣彼得堡的瓦格纳集团总部。有执法人员查封了瓦格纳总部大楼，大楼附近有警车和一些执法人员。執法人員在瓦格纳总部附近的车辆上查获了装有40亿卢布的纸箱，40亿卢布之後被查封。普里戈任後來表示，这些钱是用来支付员工工资和其他公司费用的。M4公路顿河畔罗斯托夫至阿克赛路段全面封闭，禁止车辆通行；丹麦电视二台注意到俄罗斯时间上午9点59分的时候，Google地图显示M4公路畅通无阻，到11点15分才被完全封闭。路透社當日報道，目擊者指有俄軍直升機M4高速公路向瓦格納集團軍事車隊開火；網上也熱傳一段高速公路遭轟炸的影片，荷蘭傳媒BNO新聞指是瓦格納集團車隊遇襲。
普里戈任否认他试图发动军事政变，同时称若俄军高层拒绝会见他，其部队将进占莫斯科。视频被证实拍摄于瓦格纳集团控制的顿河畔罗斯托夫，但具体拍摄时间无法确定。普里戈任拒絕投降要求，稱指「沒有人計劃按照總統、聯邦安全局或其他任何人的命令自首。因為我們不想讓這個國家繼續生活在腐敗、謊言和官僚主義之下」。集團稱普京“做錯了選擇，對他來說更糟，很快俄羅斯將迎來一位新的總統。”
利佩茨克州州長伊戈爾·阿爾塔莫諾夫證實，瓦格納集團軍隊已进入利佩茨克州，而且正在該地區運送「裝備」，指「執法機構和當局……正在採取一切必要措施確保民眾的安全。局勢處於控制之中」。他「強烈建議他們（居民）不要離開家，並避免以任何方式出行」。相关地点位于莫斯科以南400公里。俄軍在直通莫斯科道路入口堆放沙包，並在莫斯科西南处架设机枪阵地，還有士兵在莫斯科市郊挖战壕。
隨著瓦格納軍隊沿M4公路一路北進，莫斯科大批民眾購買飛往國外的機票，其中格魯吉亞第比利斯、哈薩克阿斯塔納及土耳其伊斯坦堡的航班已經售罄。新华社记者报道，莫斯科市区安保工作有所加强，市内警车明显增加但车流量减少；红场封闭管理、竖起围栏；当地民众生活则未受到明显影响，社会面运转基本有序。Flightradar24顯示俄羅斯總統專機飛離莫斯科，前往聖彼得堡；普京發言人佩斯科夫則表示普京還在莫斯科辦公。

### 叙利亚同步行动
消息人士向路透社表示，俄罗斯境内的瓦格纳集团进行兵变的时候，叙利亚当局与俄罗斯军方官员对参加叙利亚内战的瓦格纳士兵进行了镇压，防止兵变行动扩散到当地。兵变刚开始的时候，负责霍姆斯省及其他地区的数十名瓦格纳官员被召见到俄军控制的赫梅米姆空军基地。随后叙利亚军方情报人员于6月23日连夜切断了瓦格纳驻扎地区的通讯，以防士兵与俄罗斯境内进行联络。兵变结束后，当地的瓦格纳士兵被要求签署文件，接受俄罗斯国防部的管理及降低薪酬，不接受则要登上俄罗斯的军机离开叙利亚。据称不接受的人士有“数十人”。

## 事件结果

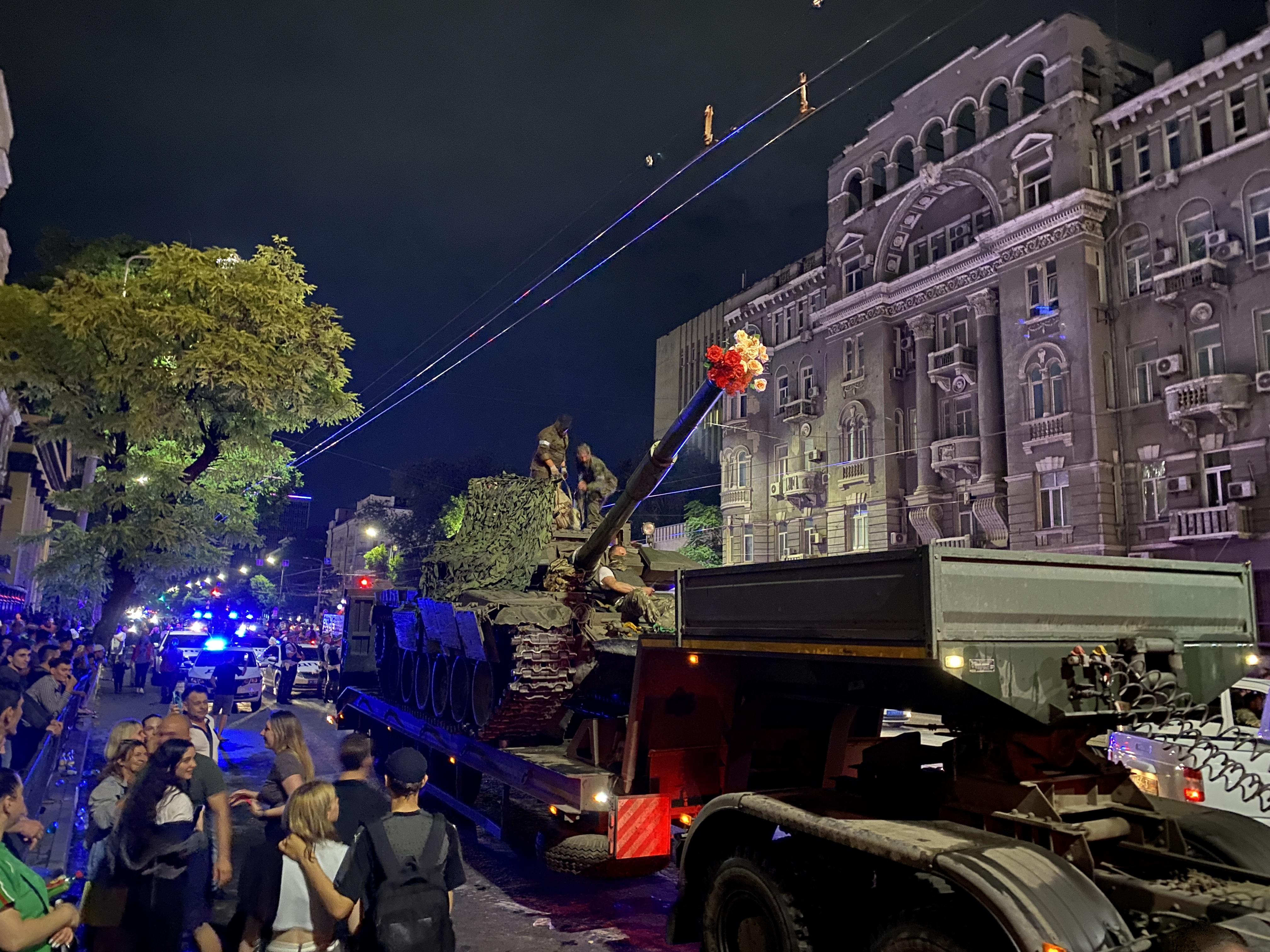
顿河畔罗斯托夫的民众围观一辆炮口插着鲜花的瓦格纳坦克

### 攻势暂停
2023年6月24日晚上，瓦格纳部队停止向莫斯科推进。普里戈任在他的Telegram频道上发布了一段语音记录，表示他已同意“停止”部队向俄罗斯首都推进的行动。据俄罗斯24报告，白俄罗斯总统亚历山大·卢卡申科与普里戈任在普京的同意下举行了会谈，期间普里戈任同意停止他的部队行动，并“缓和局势”。俄罗斯24亦表示他们正在努力寻找“一种可接受的的方式来缓和（局势），并为瓦格纳私人军事服务公司的战士们提供安全保障”。事后据卢卡申科表示，他在与普京通话时，力劝普京不要过早放弃沟通，并通过俄罗斯联邦安全局获得了普里戈任的联系方式；在卢卡申科与普里戈任的通话中，双方一度互飙脏话长达半小时，不过经过反复沟通，最终普里戈任还是同意撤兵。

### 达成协议
经卢卡申科斡旋，俄官方和瓦格纳集团达成一项协议，瓦格纳雇佣兵同意停止前进并返回基地，以换取他们的安全保障。普里戈任在一份音频声明中表示，他同意这项协议是为了避免流血冲突，他的部队正在“调转队伍，按计划返回野战军营”。瓦格纳部队于随后的晚上11時开始撤离顿河畔罗斯托夫，普里戈任也在不久后离开。俄罗斯联邦政府发言人德米特里·佩斯科夫宣布，对普里戈任的刑事指控将被撤销，而他将前往白俄罗斯。瓦格纳战斗人员不会受到起诉，他们中没有参与叛乱的人可能会与国防部签订合同。
2023年6月25日，报道指瓦格纳部队已离开沃罗涅日和利佩茨克。瓦格納集團於撤離前被俄羅斯平民搶合照歡送。
6月26日，据俄罗斯媒体报告，尽管俄罗斯联邦政府对普里戈任的刑事案件已经撤销，俄罗斯当局仍在对他进行调查。
同日，瓦格纳集团开始重新招募人员，宣传加入瓦格纳的横幅在于6月24日撤下后也已重新挂起。俄罗斯外交部长谢尔盖·拉夫罗夫表示，瓦格纳集团将继续在马里和中非共和国发挥军事作用。
6月27日早晨07:31，一架飞机从罗斯托夫出发，降落在了白俄罗斯。这架飞机的注册公司为Autolex Transport，该公司与普里戈任相关联。联邦安全局表示已撤销对普里戈任武装叛乱的刑事立案，因为“参与者已经停止了直接旨在犯罪的行动”；而俄罗斯联邦国防部表示瓦格纳集团正准备将其重型军事装备移交予军队。同日，白俄罗斯总统卢卡申科亦表示了普里戈任正在白俄罗斯；白俄罗斯不会为瓦格纳建造任何营地，但如果他们愿意的话，会为他们提供废弃的军事基地以供住宿，没有计划在白俄罗斯开设任何瓦格纳招募中心；瓦格纳或将被考虑纳入白俄罗斯军队。
据克里姆林宫后来披露，普京曾于6月29日与普里戈任会面，共同讨论乌克兰战场的进展，以及瓦格纳集团未来的角色转变。普京发言人佩斯科夫表示普里戈任在会上明确表示瓦格纳无条件支持普京。另据西方情报部门消息人士，普里戈任在莫斯科期间还会见了维克多·佐洛托夫和對外情報局局长謝爾蓋·納雷什金。

### 后续
2023年6月28日，俄羅斯反对派媒体《莫斯科时报》称俄罗斯空天军司令谢尔盖·苏罗维金涉嫌支持瓦格纳武装叛乱，被当局逮捕，关押在列福尔托沃监狱；不过苏罗维金的女儿及多家俄罗斯媒体否认苏罗维金被捕。曾在俄罗斯国防部担任新闻官的军事博主Rybar认为当局正在清算“平叛不力”的军方官员。
7月6日，白俄罗斯总统卢卡申科表示普里戈任目前在俄罗斯圣彼得堡，并或许已在今天早上飞往莫斯科等其他地方，而非在白俄罗斯。
7月13日，据《生意人报》报道，普京曾提出让瓦格纳集团在正规军中保留独立部队的地位，由绰号“灰发”的现任指挥官安德烈·特罗舍夫指挥，但被普里戈任拒绝。普京引用当局针对私人军事组织推出的法律，坚持认为瓦格纳集团不能继续以目前的形式存在。7月14日，白俄罗斯国防部表示，瓦格纳集团已开始在该国训练士兵。白俄罗斯国防部還公布了一段视频，根據該視頻，瓦格纳集團的士兵在明斯克东南约90公里的奥西波维奇附近的一个军事靶场训练白俄罗斯士兵。7月15日，乌克兰边防局证实瓦格纳集团抵达白俄罗斯，正在评估抵达雇佣兵的人数、具体位置和目标；另有一份未经证实的报道称，约60辆瓦格纳集團的汽车已进入白俄罗斯。
7月19日，据BBC报告，在Telegram频道上发布的视频显示普里戈任出现在白俄罗斯。这是自瓦格納集團兵變以来，首次出现普里戈任的画面。视频中他正在欢迎战士，赞扬了战士们在乌克兰“打了一场值得赞赏的战斗”，并描述乌克兰前线的最新动向为“耻辱”，还暗示瓦格纳可能会在稍后重新参与战争。视频还表示，一些瓦格纳战士将前往非洲；另一些人将利用停留在白俄罗斯的时间训练白俄罗斯军，这似乎证实了白俄罗斯关于瓦格纳战士目前担任该国军队军事教官的声明。这段视频也是瓦格纳军事首领德米特里·乌特金的罕见公开露面。
8月23日，瓦格纳集团兵变两个月后，普里戈任与乌特金在俄罗斯特维尔州库任基诺坠机身亡。同日，俄罗斯新闻社援引消息人士指空天军司令苏罗维金已被俄罗斯国防部解除职务。

## 各方反应

### 事件参与方

#### 俄罗斯政府
俄羅斯外交部稱「陰謀者的冒險野心旨在破壞俄羅斯局勢的穩定，破壞我們的團結」，並警告西方國家「不要有任何可能利用俄羅斯國內局勢來實現其仇俄目標的跡象」，認為有關嘗試是徒勞。

#### 弗拉基米尔·普京

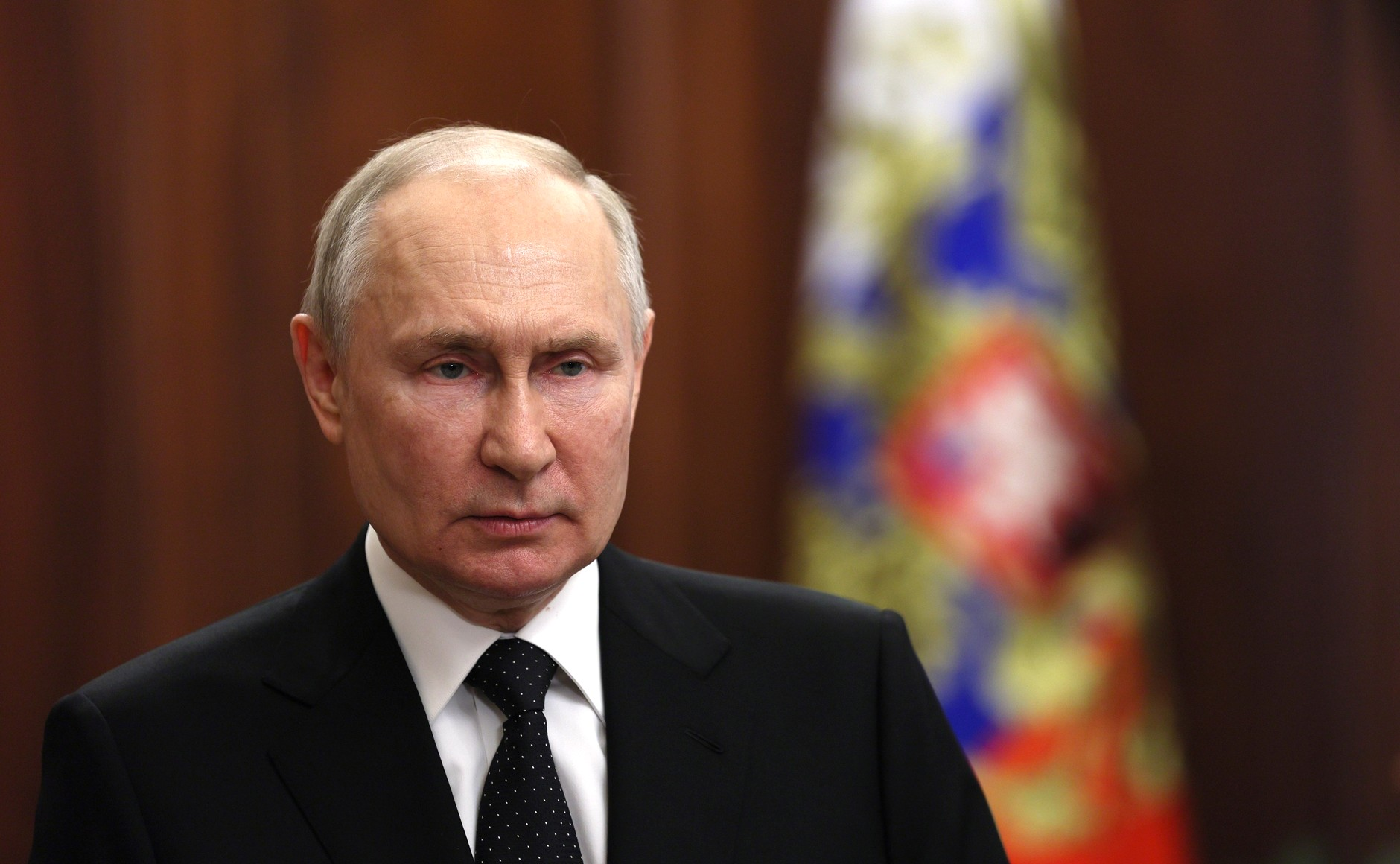
俄羅斯總統弗拉基米爾·普京在瓦格納集團叛亂當日發佈告俄羅斯人民的講話，强調不會讓1917年俄國革命重演。

2023年6月24日，俄罗斯总统弗拉基米尔·普京向全国发表电视讲话，称普里戈任的行为是“背后捅刀”，强调俄罗斯武装部队已经接到消除武装叛乱组织者的必要命令，不会让1917年俄罗斯革命重演；普京承认罗斯托夫的局势“很困难”。其后，普京与土耳其总统雷杰普·塔伊普·埃尔多安进行电话会谈。車臣領導人拉姆赞·卡德罗夫表示，车臣共和国的国防部和国家近卫军的士兵已经前往紧张地区，準備好为此采取强硬措施。
6月26日深夜22:00，普京在国有电视台向全国发表了讲话。普京称，社会已经得到巩固；瓦格纳集团中的绝大多数都是俄罗斯的爱国者，通过回头而避免了进一步的流血事件；他将信守对白俄罗斯的承诺；他故意让周六的兵变继续下去，以避免流血事件，瓦格纳应该对确实发生的死亡事件负责；所有消除威胁的必要决策在最初阶段就已经做出，无论如何叛乱都会被镇压，组织者也意识到了他们的行为是犯罪的；瓦格纳叛变的领导人背叛了俄罗斯，并将被“绳之以法”；那些没有转向兄弟杀戮的瓦格纳士兵是爱国者，可以选择签订合同加入军队、搬到白俄罗斯或返回家乡；西方希望俄罗斯人“自相残杀”，而由于俄国公民的团结一致和俄国社会对宪法秩序的明确支持，任何企图对俄罗斯进行勒索或制造动乱的行为都“注定将会失败”。普京没有在演讲中直接提及普里戈任的姓名。
6月27日，俄罗斯总统普京接见参与平息瓦格纳事件的部门代表，感谢他们遏制了内战。他同时披露，俄政府过去一年向瓦格纳集团支付超过860亿卢布。

#### 叶夫根尼·普里戈任
在事件于2023年6月24日晚上结束后，普里戈任的社交媒体账户一直保持在异常沉默状态，直至他于6月26日发布一段时长为11分钟的音频信息。普里戈任在音频信息中明确表示，此次事件是一次示威事件，而非是以推翻俄罗斯领导层和政府为目的的事件。他称这次行军的目的是“为了避免瓦格纳受到摧毁，并追究那些由于他们的非专业行为犯下了大量错误的官员的责任”，并为“不得不攻击俄罗斯航空部队”表示遗憾，同时称他们的撤离是为了“避免俄罗斯士兵流血”。他也称没有瓦格纳集团的成员愿意与国防部签订合同，瓦格纳集團反对于7月1日关闭瓦格纳并将其纳入国防部的决定，并将于7月1日停止运营。他在音频中同时批评此次示威暴露了俄罗斯安全部队的羸弱和俄罗斯的严重安全问题，并称假如像瓦格纳这样的部队发动了第一次袭击，“特别军事行动”就会结束得更快。

### 国际社会
- 保加利亚
  - 保加利亚总统魯門·拉德夫称需要更多的信息来了解俄罗斯正在发生的事情，但他表示，这证明入侵乌克兰不再仅仅是俄罗斯的政治问题，而是武装冲突的问题，并且“保加利亚的反应应该是加强其在北约内部的防御能力”[178]。

- 中华人民共和国
  - 中华人民共和国在事件期间并未表态[179]。在事件结束后，中国外交部副部长马朝旭於2023年6月25日与到访的俄罗斯副外交部长举行会谈时，表示支持俄罗斯总统普京为稳定事件局势所做的努力[180]。外交部發言人回應稱，事件是俄罗斯的内政，中方支持俄罗斯维护国家稳定，实现发展繁荣。[181]

- 捷克
  - 捷克外交部部长揚·利帕夫斯基表示，捷克共和国密切关注俄罗斯的局势，并警告捷克公民不要去俄罗斯旅行[182]。
  - 国防部部长亚娜·切尔诺霍娃（英语：Jana Černochová）表示，俄罗斯的局势近似内战[183]。

- 爱沙尼亚
  - 愛沙尼亞總理卡婭·卡拉斯表示該國密切關注俄羅斯局勢發展，並與盟友交換資訊。她保證愛沙尼亞沒有受到直接威脅，並敦促國民不要前往俄羅斯的任何地區[184]。

- 法國
  - 愛麗舍宮報告称，法國總統埃马纽埃尔·马克龙正在密切關注這一局勢，但法國仍然專注於支持烏克蘭[185]。

- 伊朗
  - 伊朗最高国家安全委员会的《努尔新闻》（Nour News）在Twitter上表示，虽然瓦格纳对俄罗斯军队来说不是一个挑战，但兵变可能会造成破坏性的心理影响[186]。
  - 伊朗总统易卜拉欣·莱希于2023年6月26日[187]与俄罗斯总统普京进行了电话交谈。俄罗斯联邦政府发布的声明称，鉴于瓦格纳叛乱，伊朗总统对俄罗斯领导层表示全力支持。[188]

- - 哈薩克總統西姆若马尔特·托卡耶夫于2023年6月24日与普京进行电话交谈，表示当前发生的事件是俄罗斯的内部事务，宪法秩序和法治是维护国家法律秩序的先决条件，也是社会安全和顺利发展的基础[189][190]。

- 拉脫維亞
  - 拉脫維亞外交部（英语：Ministry of Foreign Affairs (Latvia)）部長埃德加斯·林克維奇斯表示密切關注俄羅斯局勢發展並與盟友交換資訊。並稱已加强边境管控，並拒絕俄羅斯人入境，以因應該國的叛亂[191][192]。

- 立陶宛
  - 立陶宛总统吉塔納斯·瑙塞達表示，“血腥的俄罗斯战争反弹回了俄罗斯本土……遗憾的是，这不是公民社会起义，而是从监狱里聚集起来的私人士兵，但是，种瓜得瓜。”并称该国获得了足够的信息以做好准备应对各种情况[193]。

- 荷蘭
  - 荷兰副首相兼外交大臣沃普克·胡克斯特拉（英语：Wopke Hoekstra）在Twitter上表示，荷兰“密切关注俄罗斯的国内发展。我们还与大使馆保持密切联系，使馆正在尽其所能了解当前局势的具体情况。我们通过旅游建议和信息服务通知身处该国的荷兰人”[194]。

- 波蘭
  - 波兰总统安杰伊·杜达表示，他和总理马特乌什·莫拉维茨基、国防部（英语：Ministry of National Defence (Poland)）以及相关盟友在6月24日上午就俄罗斯局势举行了会谈。他还表示，波兰正密切关注俄罗斯的局势走向[195]。

- 瑞典
  - 瑞典外交部部长托比亚斯·比尔斯特伦表示，“政府正在密切关注俄罗斯严峻局势的事态发展”[196]。

- 乌克兰
  - 乌克兰总统弗拉基米尔·泽连斯基表示俄罗斯的弱点“显而易见”，任何“选择走邪路的人都是在自我毁灭”，暗指俄罗斯总统普京[197][198]。
  - 总统顾问米哈伊洛·波多利亚克表示，「這一切在俄羅斯才剛剛開始」，并称这体现了俄國菁英阶层的分歧[199]。
  - 国防部以Twitter表示“我们正在关注”[200][201]。

- 英国
  -  英國國防部認為在接下來的幾個小時內， 俄羅斯安全部隊（尤其是国家近卫军）的忠誠度將是危機如何發展之關鍵，形容是俄羅斯政府近年來面臨的最重大挑戰[202]。
  - 首相里希·苏纳克表示，英國政府正在與其盟友保持聯繫，並「密切關注」俄羅斯的局勢，希望各方「承擔責任並保護平民」[203]。

- 美国
  - 美國總統拜登於2023年6月26日表示，瓦格納兵變是俄罗斯内部斗争的一部分，美国及西方与此事件毫无关联。[204]
  - 美国国家安全委员会发言人亚当·霍奇（Adam Hodge）表示美国正密切留意俄罗斯的情况，与盟友和伙伴国讨论事态发展[81]。25日，國務卿安東尼·布林肯表示看到對普京權威的直接挑戰，認為俄羅斯的表面出現了更多裂縫，「我們肯定有普京在未來幾周和幾個月內必須解決的各種新問題」。[205]
  - 佛罗里达州参议员馬可·魯比歐在Twitter表示叛乱行动会“产生重大且潜在的历史影响”，认为谁控制了顿河畔罗斯托夫，谁就控制了给乌克兰俄罗斯军队的大量物资[206][207]。
  - 瓦格纳对俄罗斯政府的威胁引发了美国政府对于俄罗斯核储备在国内动乱下变化的恐惧。曾负责中央情报局在欧洲和欧亚地区秘密行动的前高级中情局官员马克·波林默罗普罗斯（Marc Polymeropoulos）表示情报界将非常关注俄罗斯核武库。前中情局高级官员丹尼尔·霍夫曼（Daniel Hoffman）担忧，恐怖分子或拉姆赞·卡德罗夫等“坏人”可能会因为期望获得影响力而图谋掌握核武器的控制权[208]。

### 俄、白两国反对派
- 俄罗斯志愿军团领袖傑尼斯·尼基廷赞扬了普里戈任：“尽管我们站在障碍的两边，对俄罗斯联邦的未来也有不同的看法，我还是完全称他为俄罗斯的爱国者，这不是讽刺或反讽。”[209]
- 俄罗斯石油巨头米哈伊尔·霍多尔科夫斯基表示俄羅斯人应支持普里戈任，並表示如果他決定對抗克里姆林宮，“即使是魔鬼的支持”也很重要[210]。
- 自由俄罗斯军团在Twitter发文称，普里戈任有着远大的政治野心，但提到他也曾“砍掉人们的头颅，用锤子冷酷无情地杀害自己人，并嘲笑手无寸铁的人”。自由俄罗斯军团认为这场战争不符合俄罗斯人民的利益，“只是为了争夺一个食槽和继续破坏並掠夺国家的机会”，并表示自由俄罗斯军团将把祖国从“腐朽的制度”中解放，无论是普京还是普里戈任的制度[211]。
- 无政府共产主义者战斗组织在Telegram发文表示，“普京政权和普里戈任都不是我们的朋友。在这场两个食人者之间的斗争中，无政府主义者应该袖手旁观——尽可能让他们自相殘殺。这样他们就无法干涉人民的未来。”[212]
- 俄罗斯自由意志党表示，“無論是發動沒人需要的侵略的國家（普京当局），還是試圖在這方面超越國家的戰地指揮官（普里戈任），都不是你的朋友。在權力鬥爭中選擇任何一方都是不智之舉。照顾好自己，首先關心您自己的生命和安全，以及您所愛的人。”[213]
- 卡斯图斯·卡利诺夫斯基团向白俄罗斯人民发布公告宣布起义，并呼吁白俄罗斯人利用好国家摆脱独裁和被占领的有利时机已经到来而联合[214]。

## 评论分析

### 政治分析
本次兵变是1993年俄罗斯宪政危机以来的第一次叛变事件，舆论认为本次事件会为普京23年的总统任期带来重大挑战，部分媒体则认为事件会削弱普京一贯以来的硬汉形象。俄罗斯政治问题专家安德烈·弗拉基米罗维奇·科列斯尼科夫指出，虽然兵变影响了普京的形象，但俄罗斯民众不认为普里戈任对当权派的挑战会产生其他别样的火花。因此，不论是真心支持，还是曲意逢迎，民众很有可能会继续支持普京政府。在部分分析人士看来，普京的权力体系建基于争权夺利的统治联盟，以及从属于“名义”机构的结构上，而这种结构因为俄罗斯陷入军事化国家和社会的泥沼而变得变得紧张，兵变恰好暴露出权力体系的弱点。而根据《纽约时报》的一篇分析文章，普京执政的合法性来源于外界认为他是稳定和安全的保证者，而这种看法可能让俄罗斯权力精英对他的支持受到持久侵蚀，兵变恰好就破坏了普京的这种合法性。Meduza认为本次兵变的持续时间不能长到可以证明俄罗斯的安全机构当中，是否有真正支持普里戈任激进民粹主义言论的人士。《卫报》注意到俄罗斯民众在叛变期间未有自发、大规模地表达对普京政府的支持。另一方面，舆论认为在普里戈任与俄罗斯当权派的权力斗争中，破产的兵变属于他在绝望中的最后一搏。部分评论人士指出，兵变落幕的时候，之前被普京贴上叛徒标签的肇事者并未立即受到影响，证明普京的统治软弱都容易被挑战。
俄罗斯国家近卫军总司令维克托·佐洛托夫被认为是兵变的得益者，他因为保护首都莫斯科有功被普京表扬。6月27日，普京宣布为近卫军配备坦克在内的重型武器，以便镇压未来可以出现的起义活动，确保近卫军在俄乌冲突期间能占据更显著的地位。《時代雜誌》认为，随着佐洛托夫的权力不断提高，普京的反对者可能面临大清洗。
战争研究所认为卢卡申科正利用他调停兵变的作用获取影响力，提升他与俄罗斯的关系，同时利用白俄罗斯的境内的瓦格纳军团，减少国家对俄罗斯军队的依赖。
2023年7月，英國軍情六處局長理查德·摩爾（Richard Moore）證實，瓦格納的普里戈任確實與俄羅斯總統普京達成協議，稱若看普京當天行為，「我認為普里戈任於早餐時開始成為叛徒。晚餐時他被赦免，幾天後，他被邀請去喝茶。因此，有些事情甚至連軍情六處的首長都覺得很難嘗試和解釋，就誰得勢有誰無而言。」並表示，普京確實沒有反擊普里戈任，「他（普京）利用白俄羅斯領導人的斡旋，達成了一項保全自己的協議」。
國防大學政戰學院前院長余宗基則認為，整起叛變存在疑點，很可能是普京新一輪的「假旗行動」，藉以安排一張野卡來增加變數，讓西方感受到核武威脅，從而迫使美國或北約國家只能施壓，要求烏克蘭接受俄羅斯的外交談判。

### 军事分析
英国情报部门认为大约有8000名瓦格纳士兵参与兵变，俄罗斯军事博主圈则认为有4000人。
西方政府官员认为，普里戈任倘若真的要占领莫斯科，可以会面临决定性的失败，这可能就是普里戈任最终同意协商和解的原因。西方情报部门分析人士指出，倘若双方未能和解，兵变会导致莫斯科最终出现流血冲突，从而造成数千人死亡。另据《卫报》的分析文章，西方国家的政府和专家正在达成一种共识，即兵变算不上未遂政变，顶多就是快要失去的冲突示威。文章指出，正规军之所以对瓦格纳军队进行空中打击，是因为地面防卫部队无法对付车队，再加上莫斯科的防卫能力明显不足。可以想象的到，瓦格纳车队会突破正规军匆忙在奥卡河上设立的防线，开进莫斯科附近的环形高速公路，直接占领首都。尽管如此，占领首都也是徒劳的行为，因为没过多久，普里戈任就会因为无法争取到外界支持而失败，而这种支持对兵变行动来说极为重要。战争研究所认为瓦格纳押注于俄罗斯的正规军，认为他们可以迅速获得部分正规军足够的支持，从而与忠诚于国防部的军队进行武装冲突。
美国国防部的一位高级官员认为，美国情报部门注意到大批俄罗斯士兵脱离指挥官的控制，加入了瓦格纳的运动。官员认为瓦格纳率领的兵变行动得到乌克兰境内、俄罗斯内部及乌克兰边境附近的士兵及军官支持。《纽约时报》接触的美国官员、盟国官员与独立专家认为普里戈任似乎相信俄军内部会有许多人在兵变期间表示支持。普里戈任亲自表示两名叛徒的俄军士兵在与瓦格纳并肩作战时阵亡。
战争研究所认为兵变暴露出俄罗斯安全部队的弱点，证明普京无法及时动用手下的部队击退内部威胁，其对军队的垄断也进一步被侵蚀。另一方面，俄罗斯军方的战斗能力并未受到“严重影响”。据CNN报道，盟国提醒乌克兰不要利用兵变向俄罗斯境内发动打击。《纽约时报》接触的专家表示，俄军内部长期以来存在系统性问题，这也是士兵广泛谴责、普里戈任大肆批评的地方；尽管如此，这种问题在兵变行动过后仍会继续存在，反过来让军队士气下降进一步加剧。兵变期间，美国官员对俄罗斯核储备的安全表示担忧。

## 外部連結
- 俄羅斯總統普京2023年6月24日電視講話全文（俄羅斯衛星通訊社中文翻譯） （页面存档备份，存于）

Template:弗拉基米尔·普京
Template:政变